# FREAKOUT!
FREAKOUT!是日本音樂組合(二代目)J Soul Brothers的第2張單曲。於2008年8月20日起於EXILE mobile限量發售。

## 解說
- (二代目) J Soul Brothers 的第2張單曲。
- 只在EXILE mobile中銷售，沒有在一般的CD店舖銷售。
- 「FREAKOUT!」，是2009年10月10日播放的「EXH（日语：EXH〜EXILE HOUSE〜）」，2011年7月10日播放的「EXILE魂（日语：EXILE魂）」上披露，「let it go」，2011年6月19日廣播的「EXILE魂」上披露。這樣2曲都在電視上披露。

## 曲目

### DISC1(CD)
1. FREAKOUT!
（作詞・作曲・編曲：lil' showy）
收錄於專輯「J Soul Brothers」第3首歌曲。
2. let it go
（作詞・作曲・編曲：HIRO）
收錄於專輯「J Soul Brothers」第5首歌曲
3. FREAKOUT! -Instrumental-
4. let it go -Instrumental-

### DISC2
1. FREAKOUT!(Video Clip)

## 收錄專輯
- J Soul Brothers（M-1、2）